# Bessie Braddock
Bessie Braddock, z domu Bamber (ur. 24 września 1899 w Liverpoolu, zm. 13 listopada 1970 tamże) – brytyjska polityk partii Pracy.

## Biografia
Bessie Braddock była córką Mary Bamber, która zaangażowała się w politykę Liverpoolu. Wstąpiła do partii pracy w 1922, a potem wyszła a mąż za Johna 'Jacka' Braddocka. W 1945 wybrano ją na posła Liverpool Exchange, stając się pierwszą kobietą pełniącą funkcję posłanki (MP) z ramienia tej organizacji. Od 1968 członkini Krajowego Komitetu Wykonawczego Partii Pracy i wiceprzewodnicząca Partii Pracy. W 1970 otrzymała nagrodę Freedom of the City of Liverpool. Jest autorką autobiografii 'The Braddocks'. Zmarła 13 listopada 1970, w swoim rodzinnym mieście. Jej pomnik znajduje się na Liverpool Lime Street.